# Somatochlora daviesi
Somatochlora daviesi là loài chuồn chuồn trong họ Corduliidae. Loài này được Lieftinck mô tả khoa học đầu tiên năm 1977.